# Edward Behr
Pour l’article ayant un titre homophone, voir Édouard Baer.
Pour les articles homonymes, voir Behr.
Edward Samuel Behr, né le 7 mai 1926 à Paris 16e et mort le 26 mai 2007 à Paris 8e, est un journaliste britannique. Il a été correspondant de guerre pendant une bonne partie de sa carrière, qu'il passa principalement au magazine américain Newsweek, dont il fut aussi chef de bureau et rédacteur en chef culturel. Il abandonna, dans les années 1980, le journalisme de terrain pour se consacrer à l'écriture et notamment à des biographies de personnages célèbres.

## Biographie
Edward Behr est né à Paris le 7 mai 1926 dans une famille russe juive. Dénoncés par leur concierge pendant l'occupation allemande, Edward Behr a dû quitter le lycée Janson de Sailly où il suivait sa scolarité et fuir avec sa mère, Eugenia Behr (son père, Felix Behr, étant mort quand il avait 10 ans) à Londres. Il rejoint, à 17 ans, l'armée des Indes et sert à la frontière de l'Afghanistan, en Indonésie mais aussi en Indochine dans une force d'occupation, censée organiser la capitulation des Japonais à la fin de la Seconde Guerre mondiale,. De retour au Royaume-Uni, Edward Behr étudie l'histoire au Magdalene College de Cambridge et obtient une licence en 1951 et un master en 1953.
Une fois ses études terminées, Behr a travaillé pour l'agence de presse Reuters à Londres, puis à Paris avant de devenir, en 1954, le porte parole de Jean Monnet, à l'époque  président de la Haute Autorité de la CECA. Il retourne au journalisme dès 1957 en couvrant, pour Time-Life, la guerre d'Algérie et le conflit sino-indien de 1962. Il rejoint brièvement le Saturday Evening Post avant de rentrer en 1965 chez Newsweek, magazine pour lequel il travaillera plus de 20 ans. C'est ainsi que de 1965 à 1988, Edward Behr a été successivement correspondant de guerre, chef de bureau à Paris, Hong Kong et Delhi puis rédacteur en chef culturel de l'édition internationale de Newsweek.
Durant ces années, Behr a couvert un grand nombre de guerres et de conflits : outre les combats en Algérie, où il se forgea une réputation, et ceux de la frontière indienne, il a pu observer la guerre du Vietnam, les émeutes de Mai 68, le conflit nord-irlandais ou encore le printemps de Prague,. Riche de ses reportages aux quatre coins du monde et de son expérience en tant que correspondant de guerre, Edward Behr a écrit un livre, Y a-t-il ici quelqu'un qui a été violé et qui parle anglais ?. Ce titre, si particulier, est la reprise d'une phrase prononcée en 1961 par un journaliste belge qui s'adressait aux réfugiés fuyant la crise congolaise. Et pour Behr ces quelques mots résumaient le journalisme qui devait perpétuellement osciller entre la compassion à la douleur des populations et le besoin d'informations fiables.
Toutefois, Edward Behr a aussi élargi son champ d'activité, en réalisant des films documentaires et en publiant des ouvrages, qui n'étaient plus seulement relatifs à ses activités de journaliste, il quittera d'ailleurs Newsweek en 1988 pour se consacrer pleinement à l'écriture. C'est ainsi qu'en l'espace de quelques années il rédigea la biographie de plusieurs anciens dirigeants ou dictateurs. Il avait eu la chance, en tant que reporter, de pouvoir rencontrer nombre d'entre eux, que ce soit Mao pendant la Révolution culturelle ou Fidel Castro à Cuba. Certaines des biographies d'Edward Behr ont pu être sujet à controverse, ce qui est tout particulièrement le cas pour celle consacrée à Hiro-Hito dans laquelle il affirme que l'empereur était au courant des moindres détails de la guerre. Ainsi, selon lui, Hirohito aurait eu connaissance du massacre de Nankin, il aurait aussi planifié l'attaque de Pearl Harbor, en somme loin de l'image pacifiste qu'on a bien voulu lui prêter, l'empereur du Japon aurait été un véritable chef de guerre. Dans le même ordre d'idées, sa biographie de Ceaușescu écrite en 1991 expliquait que la révolution roumaine n'avait pas délogé les partisans du dictateur et qu'ils restaient toujours un obstacle à la démocratie. On retrouve son sens de la polémique dans un de ses derniers ouvrages, Une Amérique qui fait peur, dans lequel Edward Behr dénonce la faillite du modèle multiculturel, les excès du féminisme et « la dictature du politiquement correct » qui, selon lui, affaibliraient l'Amérique. Cet essai « décapant » a pu faire dire à Stanley Hoffmann que les propos d'Edward Behr « s'assimile[ent] à un discours de droite » tandis que ce dernier répliquait, dans le même entretien, « je n'ai jamais estimé être de droite […] Mais je suis persuadé, aussi, que la langue de bois multiculturelle, actuellement en vogue, fige les communautés sans aborder les vraies questions sociales ». Même si Edward Behr s'était concentré sur l'écriture de ses livres, il n'avait pas abandonné le journalisme pour autant : il soutenait par exemple, le Festival international du scoop et du journalisme en devenant son président d'honneur jusqu'à sa mort en 2007.
À sa mort, Edward Behr a reçu de multiples éloges. Ainsi pour Guy Sitbon, il était l’essence du journaliste, écrivant des articles « bons et vrais ». Tandis que pour le Guardian il était le symbole vivant du correspondant étranger de l'âge d'or de la presse, « en voie de disparition dans le sillage de la réduction des dépenses des médias ».

## Principales publications
- Dramatique Algérie, Paris, Stock, 1962, 256 p.
- Y a-t-il ici quelqu'un qui a été violé et qui parle anglais ?, Paris, Robert Laffont, 1978, 334 p.
- Le Transfuge, Paris, Robert Laffont, 1981, 295 p.
- Pu Yi, le dernier empereur, Paris, le Grand livre du mois, 1987, 356 p.
- Hiro-Hito : L'Empereur ambigu, Paris, Le Grand livre du mois, 1989, 525 p.
- Baise la main que tu n'oses mordre : Les Roumains et les Ceausescu, enquête sur une malédiction de l'Histoire, Paris, Robert Laffont, 1991, 333 p.
- Maurice Chevalier : L'Homme-légende de l'âge d'or du music-hall, Paris, le Grand livre du mois, 1993, 367 p.
- Une Amérique qui fait peur, Paris, Plon, 1995, 324 p.
- L'Amérique hors-la-loi : La Folle Épopée de la prohibition, Paris, Plon, 1996, 264 p.
- Edward Behr et Jean Lartéguy, Dernier Noël à Hong Kong, Paris, Plon, 1997, 310 p.